# Fabrice Pierre
Fabrice Pierre, né à Paris le 27 juillet 1958, est un harpiste, chef d'orchestre et professeur de musique français.

## Biographie
Fabrice Pierre est le fils de Francis Pierre, harpiste. Il effectue sa formation musicale successivement au Conservatoire de Boulogne-Billancourt puis au Conservatoire national supérieur de musique de Paris de 1977 à 1980 avec Pierre Jamet pour la harpe ainsi qu'avec Paul Ethuin et Franco Ferrara pour la direction d’orchestre.
En 1984, il remporte le premier prix à l'unanimité au concours international de harpe Marie-Antoinette Cazala. La même année, il est nommé professeur de harpe au Conservatoire national supérieur de musique de Lyon. Parmi ses élèves figurent Agnès Clément et Valeria Kafelnikov.
Il donne des classes de maître, notamment à l'Institut supérieur des arts de Toulouse.

## Enregistrements
Fabrice Pierre a enregistré des disques de compositeurs comme André Caplet, Claude Debussy, Franz Doppler, Gabriel Fauré, Jacques Ibert, Alain Louvier, Wolfgang Amadeus Mozart, Maurice Ravel, Carl Reinecke, Tōru Takemitsu parmi d'autres sur des labels incluant Calliope, Deutsche Grammophon, EMI, Forlane, Naxos et 3D,.